# Îles Tusket
Les îles Tusket sont un archipel d'îlots au sud de Yarmouth (Nouvelle-Écosse), dans l'océan Atlantique.
L'archipel s'étend de Pinkney's Point à Wedgeport et comprend :
- Allen Island
- Pease Island
- Spectacle Island
- Ellenwood Island
- Murder Island
- Harris Island
- Holmes Island
- Haymaker Island
- Turpentine Island
- Owls Head Island
- Eagle Island
- Marks Island
- Candlebox Island
- Tarpaulin Island
- Dog and Calf Islands
- Big Tusket Island
- Green Island
- Inner et Outer Bald Tusket Islands.

Tusket Island possède le point culminant à une altitude de 31 m.
Outer Bald Tusket Island est le siège de la micronation, la Principauté d'Outer Baldonia.

## Source de traduction
- (en) Cet article est partiellement ou en totalité issu de l’article de Wikipédia en anglais intitulé « Tusket Islands » (voir la liste des auteurs).